# Ture Broström
Ture Reinhold Laurentius Broström, född den 7 september 1860 i Linköping, död den 21 november 1935 i Karlstad, var en svensk ämbetsman.
Broström blev student vid Uppsala universitet 1879 och avlade examen till rättegångsverken där 1884. Han blev vice häradshövding 1887, extra ordinarie tjänsteman vid länsstyrelsen i Jönköpings län 1889 och länsbokhållare där 1890. Broström blev tillförordnad landskamrerare i Värmlands län 1900 och var ordinarie landskamrerare där 1901–1928. Han blev riddare av Nordstjärneorden 1907 och kommendör av andra klassen av Vasaorden 1921.